# Giles megye (Virginia)
Giles megye az Amerikai Egyesült Államokban, azon belül Virginia államban található. Megyeszékhelye és legnagyobb városa Pearisburg. Lakosainak száma 16 787 fő (2020. április 1.). Giles megye Summers, Monroe, Mercer, Craig, Montgomery, Pulaski és Bland megyékkel határos.

## Népesség
A megye népességének változása:
| Lakosok száma | 17 295 | 17 110 | 16 962 | 16 925 | 16 708 | 16 787 |
|               | 2010   | 2011   | 2012   | 2013   | 2015   | 2020   |